# Juan Francisco García
Juan Francisco García García (Rafelbuñol, 15 juli 1976) - alias Juanfran - is een Spaans voormalig profvoetballer die doorgaans als verdediger of middenvelder speelde. Nadien werd hij trainer.

## Clubvoetbal
Juanfran begon zijn carrière bij Levante, waarhij in seizoen 1994/95 zijn debuut maakte. Na drie seizoenen bij de club, verhuisde hij naar Valencia. Hij speelde hier twee seizoenen, voordat hij naar Celta de Vigo vertrok. Na vijf seizoenen bij deze club, waarin hij onder meer met zijn club kwalificatie voor de UEFA Champions League wist af te dwingen, vond Juanfran het tijd voor een buitenlands avontuur toen Celta degradeerde. Het werd het Turkse Beşiktaş. Hier beleefde hij een teleurstellend seizoen. Op 12 augustus 2005 werd bekendgemaakt dat de Spanjaard voor een jaar aan Ajax verhuurd werd. Zijn periode in Nederland werd geen succes en Juanfran keerde in 2006 terug naar Spanje om bij Real Zaragoza te gaan spelen. Na de degradatie van deze club in 2008 werd hij gecontracteerd door AEK Athene. Vanaf het seizoen 2009/10 speelde hij weer bij Levante, de club waar hij zijn carrière ook begon. In 2016 stopte hij met voetballen.

## Nationaal elftal
Op 29 maart 2000 maakte Juanfran zijn debuut voor het Spaanse nationaal elftal, in een wedstrijd tegen Italië. Op 11 juni 2003 speelde hij tegen Noord-Ierland zijn laatste interland. Juanfran kwam tot 11 interlands, waarvan drie op het WK 2002.

## Statistieken
| Seizoen | Club                    | Land                 | Competitie         | Wedstrijden | Doelpunten |
| ------- | ----------------------- | -------------------- | ------------------ | ----------- | ---------- |
| 1994/95 | Levante Union Deportiva | Vlag van Spanje      | Segunda División A | 3           | 0          |
| 1995/96 | Levante Union Deportiva | Vlag van Spanje      | Segunda División A | 12          | 0          |
| 1996/97 | Levante Union Deportiva | Vlag van Spanje      | Segunda División A | 33          | 1          |
| 1997/98 | Valencia CF             | Vlag van Spanje      | Primera División   | 20          | 0          |
| 1998/99 | Valencia CF             | Vlag van Spanje      | Primera División   | 21          | 0          |
| 1999/00 | Celta de Vigo           | Vlag van Spanje      | Primera División   | 29          | 2          |
| 2000/01 | Celta de Vigo           | Vlag van Spanje      | Primera División   | 28          | 2          |
| 2001/02 | Celta de Vigo           | Vlag van Spanje      | Primera División   | 25          | 0          |
| 2002/03 | Celta de Vigo           | Vlag van Spanje      | Primera División   | 25          | 1          |
| 2003/04 | Celta de Vigo           | Vlag van Spanje      | Primera División   | 21          | 1          |
| 2004/05 | Beşiktaş                | Vlag van Turkije     | Süper Lig          | 13          | 1          |
| 2005/06 | AFC Ajax                | Vlag van Nederland   | Eredivisie         | 13          | 0          |
| 2006/07 | Real Zaragoza           | Vlag van Spanje      | Primera División   | 34          | 0          |
| 2007/08 | Real Zaragoza           | Vlag van Spanje      | Primera División   | 29          | 0          |
| 2008/09 | AEK Athene              | Vlag van Griekenland | Super League       | 20          | 0          |
| 2009/10 | Levante UD              | Vlag van Spanje      | Segunda División   | 18          | 0          |
| 2010/11 | Levante UD              | Vlag van Spanje      | Primera División   | 23          | 0          |
| 2011/12 | Levante UD              | Vlag van Spanje      | Primera División   | 29          | 0          |
| 2012/13 | Levante UD              | Vlag van Spanje      | Primera División   | 29          | 0          |
| 2013/14 | Levante UD              | Vlag van Spanje      | Primera División   | 35          | 0          |
| 2014/15 | Levante UD              | Vlag van Spanje      | Primera División   | 17          | 0          |
| 2015/16 | Levante UD              | Vlag van Spanje      | Primera División   | 20          | 0          |
| Totaal  |                         |                      |                    | 497         | 8          |

## Erelijst
| Competitie   |          |          |          |          |
| Competitie   | Aantal   | Jaren    |          |          |
| Valencia     | Valencia | Valencia | Valencia | Valencia |
| ------------ | -------- | -------- | -------- | -------- |
| Copa del Rey | 1x       | 1998/99  |          |          |
| Ajax         |          |          |          |          |
| KNVB beker   | 1x       | 2005/06  |          |          |

## Trainer
Op 30 juni 2020 werd hij aangeworven als trainer van CD Lugo, een ploeg uit de Segunda División A.  Hij kon de ploeg met een reeks van vier overwinningen en twee gelijke spelen redden met een zestiende plaats in de eindrangschikking.  Na vijf wedstrijden van het seizoen 2020-2021, waarvan de drie laatsten verloren gingen, werd de redder van het vorige seizoen op 11 oktober 2020 ontslagen.
Zijn tweede ploeg die hij trainde, bevond zich na vijfendertig speeldagen als hoogstgeplaatste degradant van de Segunda División A. SD Ponferradina moest in zeven wedstrijden zes punten inhalen. Dit lukte niet en hij vertrok. In maart 2024 keerde hij terug bij Ponferradina en bleef trainer tot het einde van dat seizoen.